# Ibne Xarafe Alcairauani
Abu Abedalá Maomé ibne Saíde ibne Amade ibne Xarafe Aljudami Alcairauani (em árabe: Abū ʿAbdallāh Muḥammad ibn Saʿīd ibn Aḥmad Ibn Sharaf al-Judhāmī al-Qayrawānī; 1000-1067), também chamado como ibne Xarafe Alcairauani (em árabe: إبن شرف القيرواني; romaniz.: Ibn Sharaf al-Qayrawani) foi um escritor árabe muçulmano e poeta da corte que serviu primeiro aos zírida na Ifríquia (África) e depois a vários soberanos em Alandalus (Espanha). Escreveu em árabe. A maioria de suas obras foi perdida.

## Vida
Ibne Xarafe nasceu em Cairuão em 1000 (390 A.H.). Tinha apenas um olho bom. Aprendeu poesia com Alboácem Alcabici e Abu Inrane Alfaci, gramática com Maomé ibne Jafar Alcazaz, adabe (belas letras) com Alusri e provavelmente astrologia com Ali ibne Abi Arrijal. Se tornou um poeta da corte do emir Almuiz ibne Badis (r. 1016–1062), que teria alimentado sua rivalidade com o colega poeta ibne Raxique. Sabe-se que os dois poetas trocaram epigramas e epístolas, mas todos estão perdidos. Para Almuiz, ibne Xarafe compôs poesia convencional da corte (panegíricos sobre seu mestre, descrições de flores e frutas) e participou de colóquios literários.
Em 1055 (447), quando Almuiz fugiu de Cairuão para Mádia em face da invasão dos hilálios, ibne Xarafe o acompanhou. Por um curto período, se juntou à corte do filho de Almuiz, Tamim (r. 1062–1108), antes de se mudar para Mazara, no Emirado da Sicília dos cálbidas. Lá, se reconciliou com seu companheiro de exílio, ibne Raxique. Em 1057 (449), se mudou ao Alandalus. Se moveu entre as várias taifas (reinos faccionais) antes de se estabelecer em Berja, no Reino de Almeria. Morreu em Sevilha em 11 de novembro de 1067 (1 de Moarrão de 460). Ibne Xarafe teve um filho, Abu Alfadle Jafar ibne Maomé, que também era poeta.

## Obras
Apenas alguns extratos dos escritos de ibne Xarafe permanecem: algumas citações em ibne Bassame, dois fragmentos de seu Aʿlām al-kalām e alguns versos coletados e editados por ʿAbd al-ʿAzīz al-Maymanī al-Rājakūtī em 1924. A isso podem ser adicionadas algumas "passagens históricas de autenticidade duvidosa". Aʿlām al-kalām foi sua obra-prima. Outras obras conhecidas pelo título incluem seu Lumaḥ al-mulaḥ e Akbār al-afkāar. Este último foi uma antologia de seus versos e prosa que ele mesmo selecionou para preservação. Ibne Bassame teve acesso ao divã de ibne Xarafe e comparou sua poesia à de ibne Darraje. Em Aʿlām al-kalām, ibne Xarafe escreveu 20 hádices imitando o maqāmāt de Alamadani. Os dois sobreviventes contêm julgamentos de poetas anteriores e críticas literárias típicas da escola de Cairuão.